# Vide (Seia)
Vide é uma aldeia integrada na União das Freguesias de Vide e Cabeça, Município de Seia, na antiga província da Beira Alta, região do Centro e sub-região da Serra da Estrela, que foi sede da extinta Freguesia de Vide, freguesia que tinha 51,25 km² de área e 583 habitantes (2011), e, por isso, uma densidade populacional de 11,4 hab./km².
A Freguesia de Vide foi extinta, pela Reorganização Administrativa, foi publicada em Diário da República a lei n.º 11-A/2013, de 28 de Janeiro, tendo sido agregada à Freguesia de Cabeça para criar uma nova freguesia chamada "União das Freguesias de Vide e Cabeça", tendo a sede em Vide.
A Freguesia de Vide era a maior freguesia do Município, em área, e a que mais povoações tinha: Abitureira, Baiol, Balocas, Baloquinhas, Barreira, Barriosa, Barroco da Malhada, Borracheiras, Carvalhinho, Casal do Rei, Casas Figueiras, Cide, Chão Cimeiro, Costeiras, Coucedeira, Fontes do Cide, Foz da Rigueira, Foz do Vale, Frádigas, Gondufo, Lamigueiras, Malhada das Cilhas, Monteiros, Muro, Obra, Outeiro, Ribeira, Rodeado, Sarnadinha, Silvadal, Vale do Cide.
Vide está situada na zona centro do país, no Distrito da Guarda, no Parque Natural da Serra da Estrela, a uma distância de 25 km da Torre. Pertence à rede de Aldeias de Montanha.
A aldeia da Vide tem vários acessos sendo os principais a EN 230, que a liga a Oliveira do Hospital, e a EN 238, uma saída da EN 231, que a liga a Seia.
Devido ao isolamento a que foram votadas, algumas das suas povoações anexas têm vias de comunicação deficientes, o que dificulta o acesso às mesmas, favorecendo o seu isolamento particularmente com condições atmosféricas desfavoráveis, no Inverno.

## História
Segundo os últimos estudos, levados a cabo em 2002, o povoamento da Vide remonta aos finais do Paleolítico Superior.
Entre as zonas de Entre-águas e de Ferradurras, há alguns núcleos rochosos que possuem várias inscrições rupestres, 3 dos quais estão a ser objecto de estudo por parte da Associação Portuguesa de Investigação Arqueológica, e que segundo os traços gerais apresentados, pertencem à Idade do Bronze. Em Maio de 2008, foi criado, na aldeia, o Centro de Interpretação de Arte Rupestre (CIAR) de Vide, não estatal.
Recebeu o seu foral no início do século XVII, altura em que deixou de pertencer ao concelho de Loriga, e passou a formar o seu próprio concelho. Foi vila e sede de concelho até ser extinto pelo decreto de 6 de novembro de 1836, tendo sido o seu ultimo presidente de Câmara António de Figueiredo, e seu primeiro Presidente de Junta, Bernardino José dos Santos. Voltou a pertencer outra vez ao município de Loriga e em 1855 foi integrada definitivamente no concelho de Seia. Em 1801 era constituído apenas pela freguesia da sede e tinha 750 habitantes. Actualmente é uma aldeia mas era a maior freguesia do Município e a que mais povoados tinha dentro dos seus limites, 31 no total.

## População
★  Nos anos de 1911 a 1930 a freguesia de Teixeira  esteve anexada à freguesia de Vide. Pelo decreto-lei nº 35680, de 01/06/1946, foi restaurada, sendo ainda incluídas nesta freguesia as povoações de Teixeira de Baixo e Canedo, que pertenciam à freguesia de Vide

| Totais e grupos etários | Totais e grupos etários | Totais e grupos etários | Totais e grupos etários | Totais e grupos etários | Totais e grupos etários | Totais e grupos etários | Totais e grupos etários | Totais e grupos etários | Totais e grupos etários | Totais e grupos etários | Totais e grupos etários | Totais e grupos etários | Totais e grupos etários | Totais e grupos etários | Totais e grupos etários |
| ----------------------- | ----------------------- | ----------------------- | ----------------------- | ----------------------- | ----------------------- | ----------------------- | ----------------------- | ----------------------- | ----------------------- | ----------------------- | ----------------------- | ----------------------- | ----------------------- | ----------------------- | ----------------------- |
|                         | 1864                    | 1878                    | 1890                    | 1900                    | 1911                    | 1920                    | 1930                    | 1940                    | 1950                    | 1960                    | 1970                    | 1981                    | 1991                    | 2001                    | 2011                    |
| Total                   | 1 700                   | 1 930                   | 2 400                   | 2 419                   | 3 042                   | 3 053                   | 3 148                   | 3 164                   | 2 786                   | 2 629                   | 1 905                   | 1 525                   | 1 116                   | 843                     | 583                     |

| 0-14 anos | 15-24 anos | 25-64 anos | 65 e + anos |
| 72 \| 37  | 80 \| 44   | 340 \| 231 | 351 \| 271  |
| -49%      | -45%       | -32%       | -23%        |

## Flora e fauna
Apesar da grande área que ocupa, a densidade populacional é pequena e o relevo é montanhoso, o que contribui para que a fauna e a flora se desenvolvam sem grandes obstáculos.
A paisagem caracteriza-se por um relevo muito acidentado onde predominam o pinheiro bravo, o medronheiro, a urze e a carqueja. Nesta densa flora podemos encontrar javalis, ginetas, papalvas, saca-rabos, texugos, águias de asa redonda, gaviões, etc.
Vide, Barriosa, Coucedeira e Frádigas. Estas localidades são banhadas pelo Rio Alvoco onde podem ser pescadas das melhores trutas do país, graças às suas águas puras e de fortes correntes.

## Património
- Igreja de Nossa Senhora da Assunção (matriz)
- Ermidas do Senhor do Calvário, de Nossa Senhora da Guia, de S. João Degolado, do Bom Jesus, de S. Pedro, de Santo Evaristo, de S. José, de Nossa Senhora do Carmo e de Santo António
- Capelas da Senhora da Póvoa e de Nossa Senhora de Fátima
- Ponte romana
- Fonte do Ribeiro
- Lagares
- Cruzeiro
- Moinhos de água
- Poços da Broca e dos Caneiros
- Rua do Passadiço
- Gravuras rupestres (nas encostas da serra do Açor)
- Vestígios arqueológicos castrejos
- Fragmentos do pelourinho de Vide
- Lugar de Covões
- Varandas de Vide
- Trechos das ribeiras do Alvoco, Pequena, de Loriga e de Teixeira
- Açudes da Várzea e dos Ferreiros

## Cultura
- Centro de Interpretação de Arte Rupestre da Vide
- Lagar do Ribeiro (espaço museológico)

## Festividades
Lista de celebrações patronais nalgumas localidades da freguesia da Vide:
- Balocas - Nossa Senhora do Carmo, no 3º Domingo de Julho;
- Baloquinhas - São Pedro, a 29 de Junho;
- Barriosa - Santo António, 3º. Fim semana Agosto;
- Casal do Rei - São José, a 10 de Agosto;
- Casas Figueiras - Nossa Senhora da Povoa, celebrada no 2º. fim-de-semana de Agosto;
- Coucedeira e Malhada - Nossa Senhora da Ajuda, celebrada no 1º. Domingo de Setembro;
- Cide - Bom Jesus, celebrado no 2º. Domingo de Setembro;
- Frádigas - N. Srª da Boa Sorte, celebração no 4º Domingo de Agosto; (Sexta, Sáb, Dom. e Segunda)
- Gondufo - Santo Evaristo, celebrado no 3º. fim-de-semana de Agosto;
- Muro - Rainha da Paz, a 10 de Agosto;
- Vide - Nossa Senhora da Assunção, a 15 de Agosto;
- Vide - Santíssimo Sacramento, no 3º Domingo de Agosto.